# Ruská ženská hokejová reprezentace do 18 let
Ruská ženská hokejová reprezentace do 18 let je výběrem nejlepších hráček ledního hokeje Ruská v této věkové kategorii. Od roku 2008 se účastní mistrovství světa žen do 18 let. 

## Účast na mistrovství světa
| MS   | Místo konání                | Umístění         |
| ---- | --------------------------- | ---------------- |
| 2008 | Kanada (Alberta, Calgary)   | 8. místo         |
| 2009 | Německo (Füssen)            | 7. místo         |
| 2010 | USA (Chicago)               | 8. místo         |
| 2011 | Švédsko (Stockholm)         | Bez účasti       |
| 2012 | Česko (Zlín, Přerov)        | 7. místo         |
| 2013 | Finsko (Heinola, Vierumäki) | 7. místo         |
| 2014 | Maďarsko (Budapešť)         | 4. místo         |
| 2015 | USA (Buffalo)               | Bronzová medaile |
| 2016 | Kanada (St. Catharines)     | 4. místo         |
| 2017 | Česko (Zlín, Přerov)        | Bronzová medaile |
| 2018 | Rusko (Dmitrov)             | 4. místo         |
| 2019 | Japonsko (Obihiro)          | 4. místo         |
| 2020 | Slovensko (Bratislava)      | Bronzová medaile |
| 2022 | USA (Madison, Middleton)    | Ne               |
| 2023 | Švédsko (Östersund)         | Ne               |